# ارماندو كورونياوكس
ارماندو كورونياوكس (2 يوليو 1985 بكاماغواي في كوبا - ) هو لاعب كرة قدم كوبي في مركز الهجوم. شارك مع منتخب كوبا لكرة القدم. أما مع النوادي، فقد لعب مع FC Camagüey ‏.

## روابط خارجية
- ارماندو كورونياوكس على موقع قاعدة بيانات كرة القدم.إي يو (الإنجليزية)
- ارماندو كورونياوكس على موقع ناشيونال فوتبول تيمز (الإنجليزية)
- ارماندو كورونياوكس على موقع Soccerway.com (الإنجليزية)